# Milan Vondruška
Milan Vondruška (* 21. Juni 1925 in Bošilec) war ein tschechischer und tschechoslowakischer Politiker der Kommunistischen Partei der Tschechoslowakei (KSČ) und während der Normalisierung Bildungsminister der Teilrepublik Tschechische Sozialistische Republik sowie Mitglied des Tschechischen Nationalrats.

## Leben
Vondruška stammte aus einer Arbeiterfamilie. Im Jahr 1945 schloss er das Lehrerseminar ab und immatrikulierte sich am Gymnasium in Jindřichův Hradec. Er war kurzzeitig als Lehrer angestellt und studierte ab 1946 an der Philosophischen Fakultät der Karls-Universität. Nach seinem Abschluss unterrichtete er an weiterführenden Schulen und Universitäten.
Zwischen 1959 und 1960 arbeitete er im Ministerium für Bildung und Kultur im Bereich Hochschulbildung. Anschließend war er bis 1969 als Prodekan der Landwirtschaftlichen Fakultät, Abteilungsleiter und Direktor des Instituts für Marxismus-Leninismus in Budweis tätig. Im Jahr 1969 wurde er Mitglied des Regionalkomitees der Kommunistischen Partei Südböhmens in der Region Jihočeský kraj, wo er als Sekretär für den ideologischen Bereich tätig war. Er wurde mit dem Bauverdienstpreis ausgezeichnet.
Am 8. Oktober 1975 wurde er zum Mitglied der zweiten Regierung der Tschechischen Sozialistischen Republik von Josef Korčák als Bildungsminister ernannt. Er behielt das Amt in der dritten Regierung von Josef Korčák, der vierten Regierung von Josef Korčák und der Regierung von Josef Korčák und Ladislav Adamec. Er war 12 Jahre lang ununterbrochen Minister, bis 1987.
Außerdem war er lange Zeit im Tschechischen Nationalrat tätig. Er wurde bei den Wahlen 1976 in diesen gewählt und erhielt bei den Wahlen 1981 und 1986 das Abgeordnetenmandat. Nach der Samtenen Revolution gab er sein Mandat auf.